# 传输

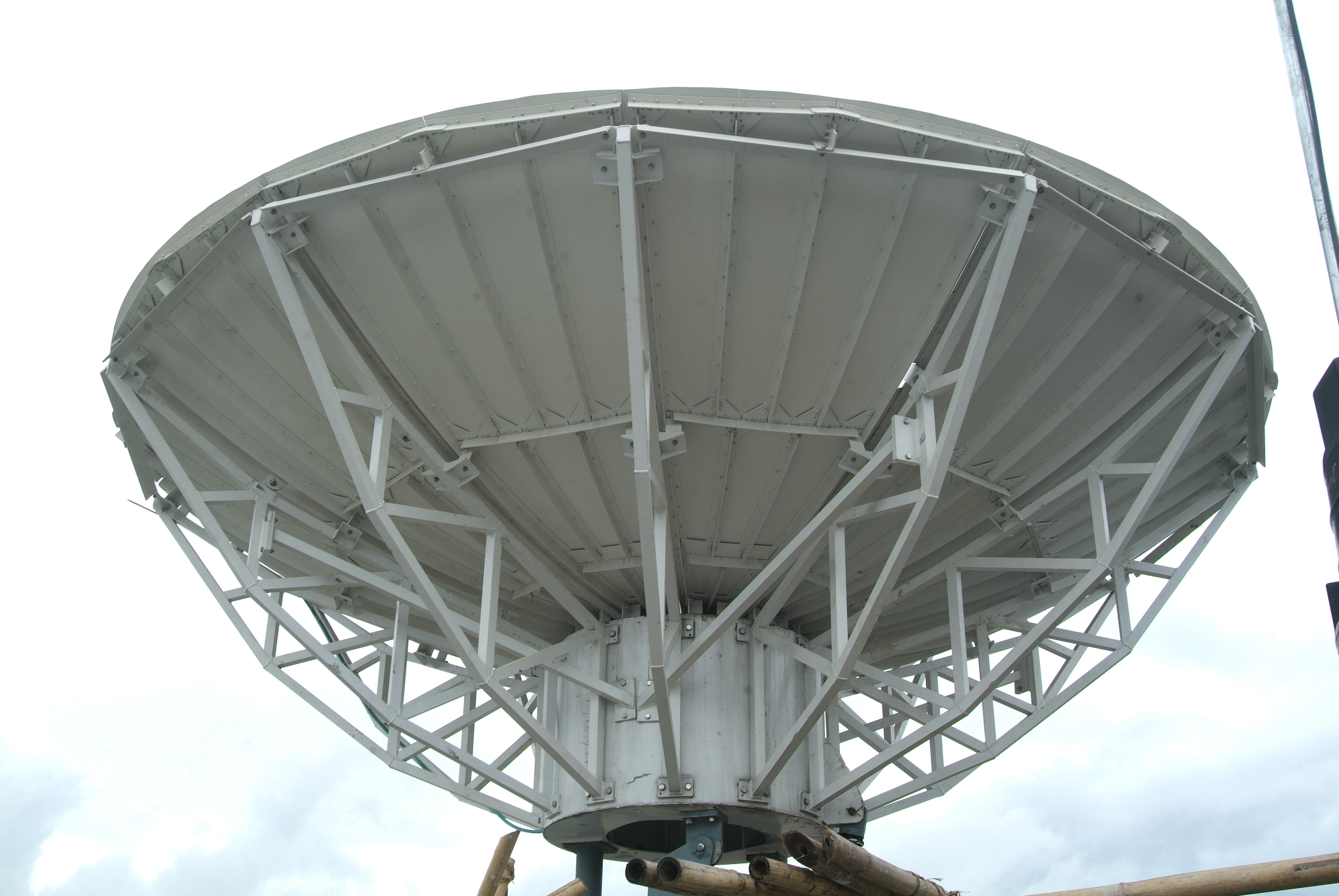
用于无线电传输的天线

在电信业中，传输是一种传输电学消息（连带经过媒介的辐射能现象）的行为。消息可以是一串或者一组数据单元，比如二进制数字，通常也称为帧或者块。
传输可以分为两部分：
1. 通过传送者分派，为了别处接受，的一种信号、消息、或者任何种类的信息。
2. 通过各种手段实现的信号传播，例如电报、电话、广播、电视，或者经由任意媒介电话传真、例如电线、同轴电缆、微波、光纤，或者无线电频率.

在一般信息论中传输被用于表示经由信道的信息通讯的整个过程。